# Lokki
Lokki è una montagna, alta 754 metri sul mare, dell'isola di Borðoy, situata nell'arcipelago delle Isole Fær Øer, in Danimarca.
È la venticinquesima montagna, per altezza, dell'intero arcipelago, e la seconda, sempre per altezza, dell'isola.

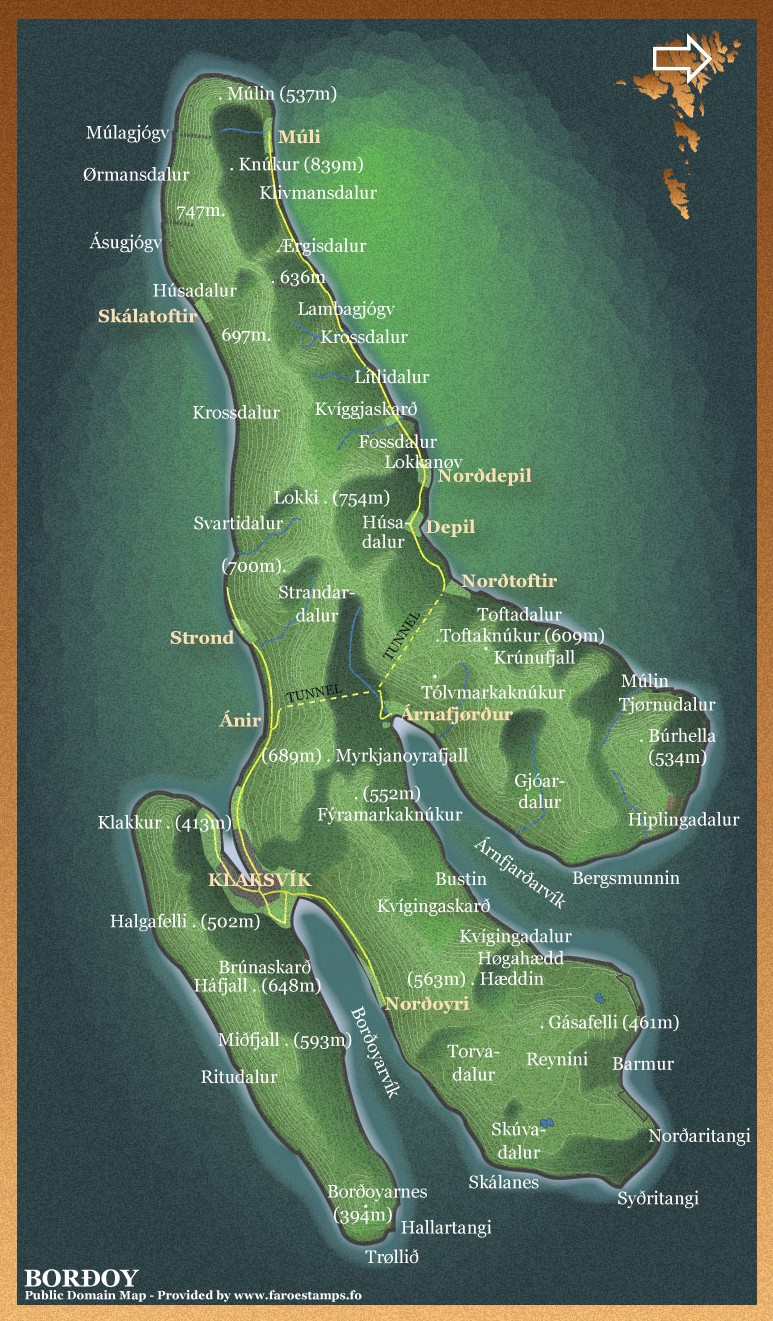
Isola di Borðoy, mappa delle località e delle alture